# Lycorhinus
Lycorhinus ("vlčí čenich") byl rod heterodontosauridního ptakopánvého dinosaura, žijícího v období spodní jury (geologické věky hettang až sinemur, asi před 197 miliony let) na území dnešní Jihoafrické republiky. Fosilie byly objeveny v sedimentech geologického souvrství Elliot na území provincie Kapsko. V roce 1924 dinosaura formálně popsal Sidney H. Haughton jako typový druh Lycorhinus angustidens. Až do roku 1962 se nicméně vědci mylně domnívali, že se jedná o fosilii jakéhosi kynodonta (savcovitého plaza).

## Popis

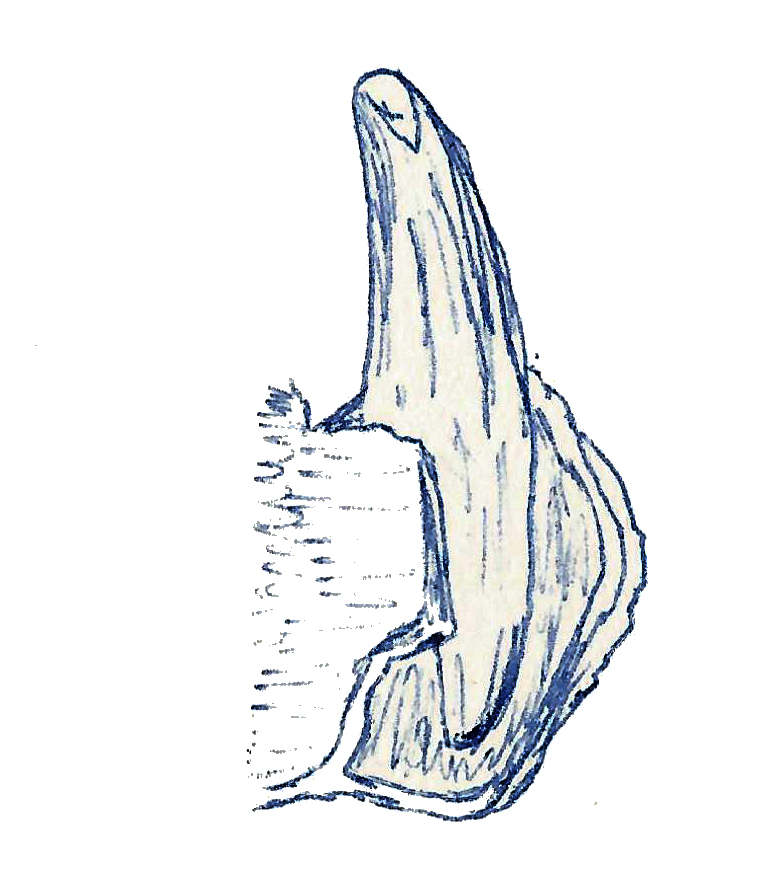
Lycorhinus angustidens - konec čelisti.

Tento malý a lehce stavěný dinosaurus byl jen asi 1,2 m dlouhý a jeho hmotnost dosahovala nanejvýš několik kilogramů. Nebyl tedy větší než středně velký pes. Není jisté, zda to byl spíše býložravý nebo dokonce všežravý dinosaurus. O ekologii tohoto malého dinosaura zatím nemáme mnoho informací.